# Тонежские бабы
«Тонежские бабы» — документальный короткометражный фильм 1977 года режиссёра Валерия Рыбарева.

## Сюжет
Фильм состоит из трёх новелл о трёх женщинах белорусского села Тонеж, сожжённого нацистскими карателями зимой 1942 года.
Татьяна Боровская — единственная спасшаяся тогда из казнённых немцами 296 односельчан — раненой, ей удалось выползти из груды мертвых тел, среди которых были и ее четверо расстрелянных детей. Анна Венгура — бывшая партизанка. Мария Дубейко — мать десятерых детей.

## Критика
Цельная по замыслу и художественному решению картина «Тонежские бабы» — о судьбах крестьянок из полесского села Тонеж. Три женщины рассказывают о своей жизни. Гибель детей, спасение младенца-сына в болотах партизанского края, история любви девочки-сироты к пастушку — об этом и о будничной деревенской жизни повествует фильм. Он философичен, в нем нашли отражение история и современность, радость бытия без войны, под мирным небом, призыв беречь и ценить жизнь.— Современное белорусское кино, 1985 год
Как отмечал журнал «Советский экран» — фильм выделялся в творчестве режиссёра, запомнился среди многих его документальных работ, и при отсутствии закадрового текста или комментария в фильме «конкретность незаметно перешагивала границы чего-то локального». Отмечалось, что значимый, интересный сам по себе документальный факт в интерпретации автора-художника получил новое звучание. Фильм продолжил тему поднятую документальным фильмом Юрия Марухина «Солдатки» (1974):

Фильмы «Солдатки» и «Тонежские бабы» выделяются из общего ряда картин о белорусских вдовах поэтико-метафорическим строем, элегической интонацией экранного рассказа. Юрий Марухин и Валерий Рыбарев с сочувствием и любовью рассказали о послевоенном одиночестве сельских женщин— Великая Отечественная война в киноискусстве Беларуси, 2010 год
.